# Hudig-penning
De Hudig-penning is een medaille die, volgens de doelstelling van de Mr. D. Hudig stichting, eens in de vijf jaar door die stichting wordt uitgereikt aan iemand die zich in Nederland op bijzondere wijze verdienstelijk heeft gemaakt op het gebied van volkshuisvesting of stedebouw.  De stichting is in 1934 opgericht ter ere van de in dat jaar overleden Dirk Hudig waar naar stichting en prijs vernoemd zijn. 
In 2018 is de penning uitgereikt door Kajsa Ollongren, Minister van Binnenlandse Zaken en Koninkrijksrelaties, namens platform31 waar de stichting toen onder viel.

## Gelauwerden
- 1939 Jan Kruseman[1][4]
- 1951 Willem van Tijen,  Louis Suzon Pedro Scheffer[5][4]
- 1956 jhr. M.J.J. de Jonge van Ellemeet[4]
- 1961 Cornelis van Traa[4]
- 1966 J. Vink[4]
- 1972 H. van der Weijde[4]
- 1978 Christina Anna de Ruijter-de Zeeuw[6][4]
- 1987 Jan G. van der Ploeg (postuum)[4]
- 1992 Roel de Wit[4]
- 2002 Jenno Witsen[4]
- 2007 Riek Bakker[4]
- 2010 Hugo Priemus[4]
- 2018 Hans de Jonge[7][4]